# OCCAR

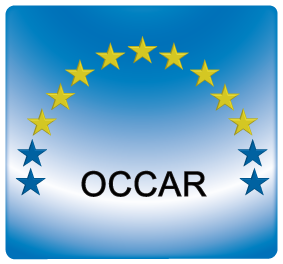
OCCAR logo

Europese defensiesamenwerking

OCCAR (Organisation Conjointe de Coopération en matière d'ARmement, gezamenlijke organisatie voor samenwerking op defensiematerieelgebied) is een internationale organisatie die werd opgericht door de ministers van defensie van Frankrijk, Duitsland, Italië en het Verenigd Koninkrijk op 12 november 1996, met als doel een meer efficiënte en effectieve onderlinge samenwerking bij het management van Europese defensie-materieelsamenwerkingsprogramma's.
De vier landen ondertekenden daartoe een verdrag, de OCCAR Conventie, op 9 september 1998 te Farnborough (Engeland). Het verdrag trad in deze landen in werking op 28 januari 2001.
De organisatie is open voor toetreding door andere Europese landen indien zij deelnemen aan een substantieel programma dat minstens 1 OCCAR partner bevat en indien zij de principes en regels van OCCAR onderschrijven. Landen die zich later aansloten zijn:
- België: de wet houdende instemming met het verdrag werd ondertekend op 8 april 2003. Voor België trad het verdrag in werking op 27 mei 2003.
- Spanje: trad toe op 7 december 2004. Voor Spanje trad het verdrag in werking op 6 januari 2005.

Europese landen hebben ook de mogelijkheid deel te nemen aan een programma zonder lid te zijn van OCCAR. Dit is momenteel  het geval voor Turkije, Nederland en Luxemburg.
De OCCAR Conventie geeft een wettelijk statuut aan de organisatie, die hierdoor zelf contracten kan afsluiten en beheren. De organisatie bestaat uit de Raad van Toezicht, die het hoogste besluitorgaan is en die zelf bestaat uit de ministers van defensie van de lidstaten (of hun afgevaardigden), en het OCCAR Agentschap.
De Raad van Toezicht beslist o.a. over de toetreding van nieuwe lidstaten; over welke projecten de OCCAR krijgt toegewezen; over de oprichting van speciale comités om deze projecten te superviseren. De Raad legt ook de procedures en criteria vast die daarbij moeten gevolgd worden.
Het OCCAR Agentschap telt ongeveer 200 werknemers en is verantwoordelijk voor de uitvoering van de besluiten van de Raad van Toezicht. Het heeft een centraal kantoor in het OCCAR-hoofdkwartier (in Bonn) en verschillende projectdivisies in de diverse lidstaten die het dagelijks beheer over een bepaald project uitvoeren.
De 7 defensieprogramma's die momenteel  door OCCAR worden beheerd:
- A400M (tactisch militair transportvliegtuig, gebouwd door Airbus)
- BOXER (zwaar gepantserd wielvoertuig / armoured utility vehicle)
- COBRA (radarsysteem voor lokaliseren van vijandelijke wapensystemen zoals raketinstallaties en artillerie)
- Fremm (Multipurpose en luchtverdedigingsfregat)
- TIGER (bewapende helikopter)
- FSAF (Famille des systèmes Surface-Air Futurs, grond-lucht-raketten onder andere voor de Fremm fregatten)
- ROLAND (optisch of radar-geleide grond-lucht-raketten)

Externe link:
- OCCAR Website

Zie ook:
- Europees Defensieagentschap